# Us (Val-d’Oise)
Us ist eine Gemeinde mit 1331 Einwohnern (Stand 1. Januar 2022) im Département Val-d’Oise in Frankreich. Die Bewohner nennen sich Ussoises oder Ussois.

## Geographie
Die Gemeinde Us liegt am Oise-Nebenfluss Viosne, zwölf Kilometer nordwestlich der Stadt Pontoise und ca. 45 Kilometer vom Pariser Stadtzentrum entfernt.
Zu Us gehören die Ortsteile Dampont und Les Closeaux.
Nachbargemeinden von Us sind Santeuil im Norden, Frémécourt im Nordosten, Ableiges im Südosten, Vigny im Südwesten, Théméricourt im Westen sowie Le Perchay im Nordwesten.
Us verfügt über einen eigenen Bahnhof an der Eisenbahnlinie Paris-Saint-Lazare – Gisors-Embranchement (Transilien).
Das Gemeindegebiet gehört zum Regionalen Naturpark Vexin français.

## Bevölkerungsentwicklung
| Jahr      | 1962 | 1968 | 1975 | 1982 | 1990 | 1999 | 2007 |
| --------- | ---- | ---- | ---- | ---- | ---- | ---- | ---- |
| Einwohner | 896  | 980  | 1011 | 1232 | 1260 | 1258 | 1274 |

## Sehenswürdigkeiten
Siehe auch: Liste der Monuments historiques in Us (Val-d’Oise)
- Kirche Notre-Dame aus dem 13. Jahrhundert, restauriert im 19. Jahrhundert
- Château de Dampont
- Die Allée couverte von Dampont stammt aus Us und steht heute auf dem Gelände des Museums Tavet-Delacour in Pontoise.

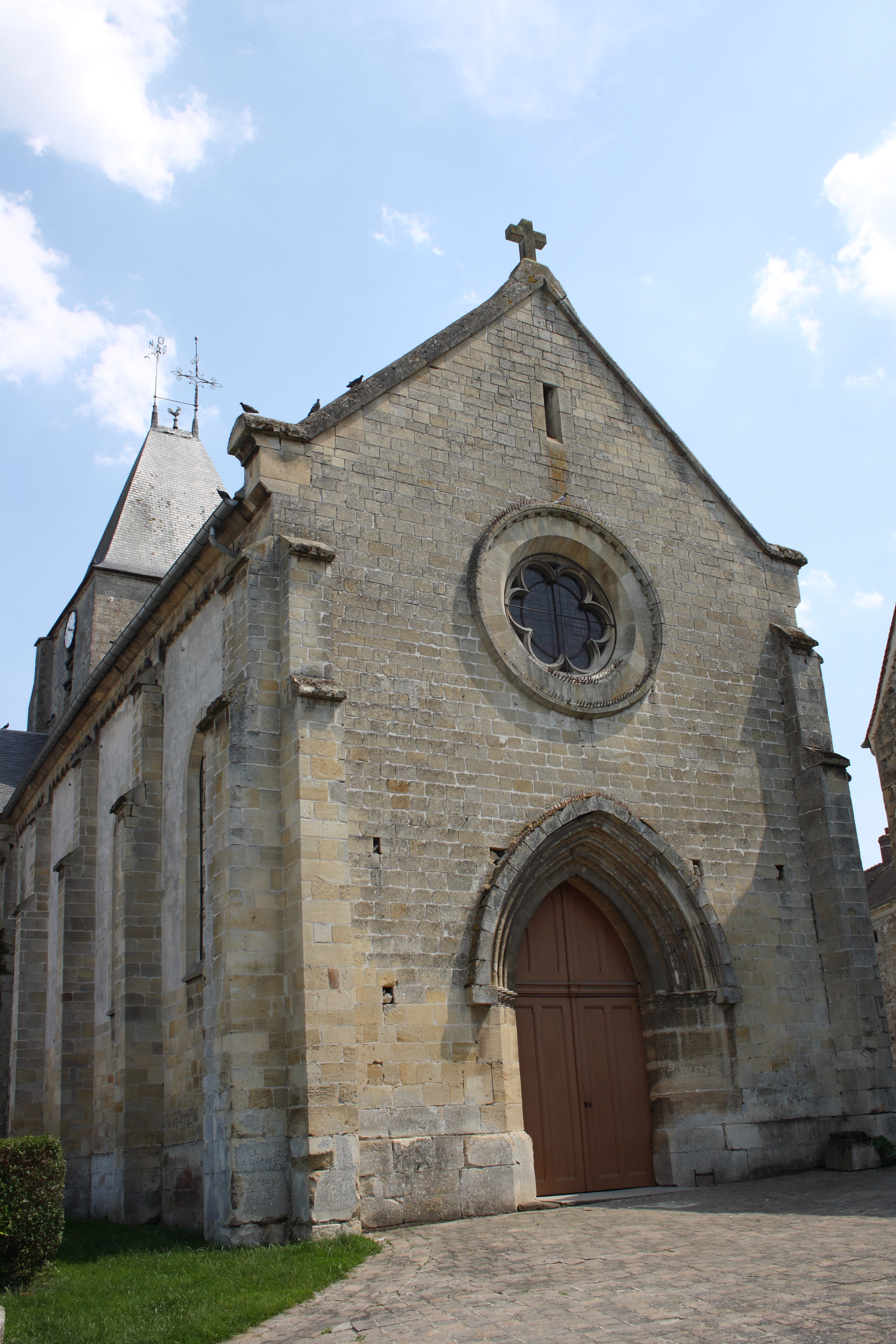
Kirche Notre-Dame
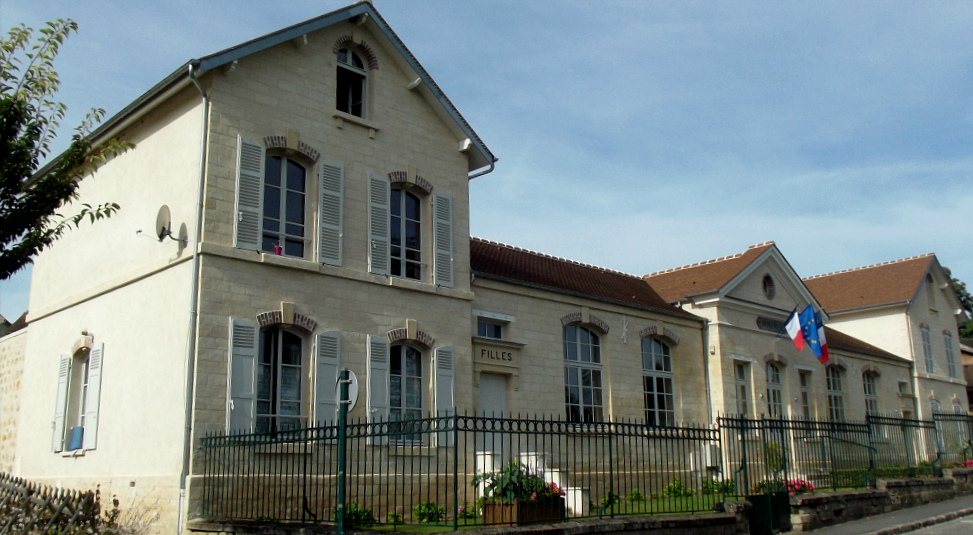
Rathaus
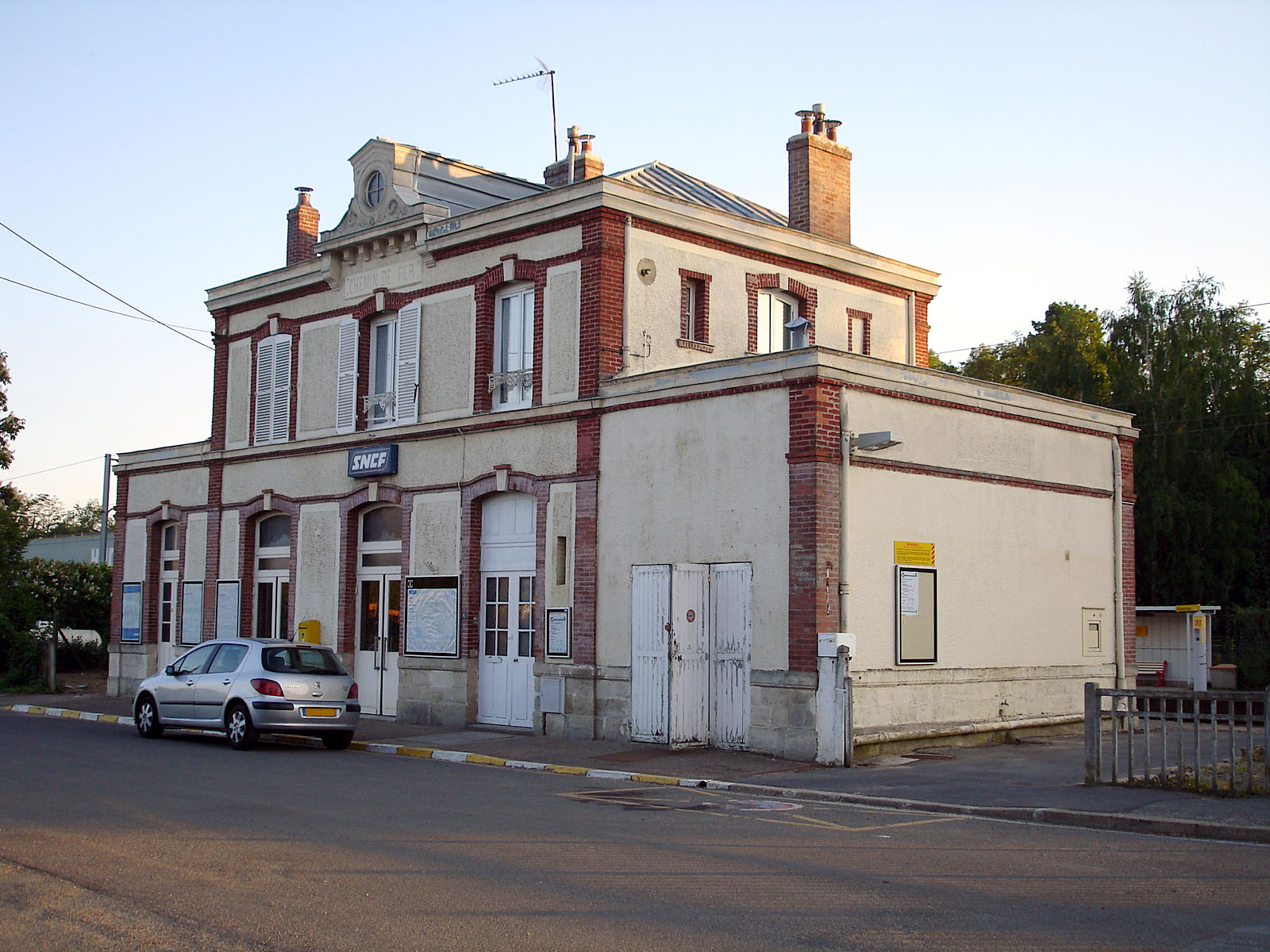
Bahnhof

## Trivia
Eine Szene in dem Film 2 Suédoises à Paris wurde 1975 am Bahnübergang in Us im Sommer 1975 gedreht. Drehort: Strasse D66 in US.